# Sandra Mondaini
Alessandrina Mondaini, detta Sandra (Milano, 1º settembre 1931 – Milano, 21 settembre 2010), è stata un'attrice, conduttrice televisiva e cantante italiana.
Prevalentemente attrice comica, la sua carriera artistica sessantennale è stata strettamente legata a quella del marito, Raimondo Vianello, col quale ha formato una delle coppie più celebri e amate della televisione italiana, realizzando dagli anni sessanta in poi molti varietà televisivi e radiofonici e diversi film e telefilm, fra cui la nota sitcom Casa Vianello, andata in onda dal 1988 al 2007.

## Biografia

### Gioventù
Originaria di Lambrate, era figlia di Giuseppina Lombardini (1900-1985) e di Giacinto Mondaini (1902-1979), pittore e umorista della rivista satirica Il Bertoldo, il quale all'età di sei mesi la utilizzò come piccola modella per una campagna contro la tubercolosi e poi di nuovo a due anni, quando la fece comparire su francobolli e manifesti murali. Frequentò la scuola Leonardo da Vinci. Verso la metà degli anni quaranta, dovendo aiutare la famiglia in difficoltà economiche, Sandra cominciò a lavorare come modella per il settimanale femminile Mani di fata, poi per il noto fotografo Elio Luxardo e per Borsalino, la famosa casa di cappelli.

### Dagli esordi alla fine degli anni cinquanta

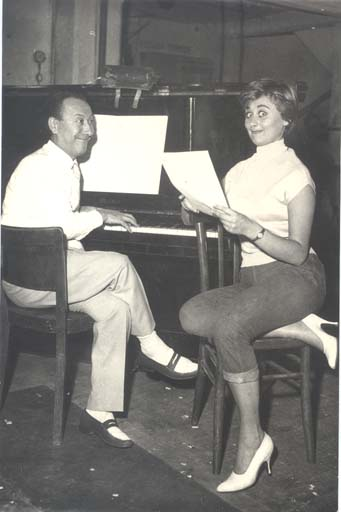
Sandra Mondaini con Macario durante le prove dello spettacolo E tu biondina... del 1956

Esordisce nel 1949 nella commedia Ghe pensi mi di Marcello Marchesi al Teatro Olimpia di Milano, accanto a Tino Scotti e Franca Rame. Nel 1953 inizia la carriera come attrice cinematografica ed esordisce anche in radio nel programma Occhio magico, condotto da Nino Taranto dove nasce il personaggio di Cutolina, una bambina terribile, che ha subito fortuna. Nel 1954 Sergio Pugliese la chiama a far parte della compagnia di rivista della televisione pubblica con Febo Conti, Pietro De Vico, Elio Pandolfi, Giulio Marchetti, Erica Sandri e Antonella Steni. Nel giorno dell'esordio della televisione italiana, Sandra è già presente con il programma Settenote, accanto a Virgilio Riento; sempre nel 1954 partecipa alle trasmissioni Orchestra delle quindici, L'antologia del buon umore e I cinque sensi, uno show musicale e satirico.
Notevole successo lo ottiene anche nel programma televisivo Fortunatissimo al fianco di Mike Bongiorno, interpretando i personaggi di Cutolina e Pinuccia. Nello stesso anno riveste inoltre il ruolo di valletta in Attenti al fiasco, il primo quiz della televisione italiana, condotto da Dino Falconi. Nel 1955 entra nella compagnia di rivista di Erminio Macario come soubrette. Recitando in una trilogia di riviste di Amendola e Maccari, L'uomo si conquista la domenica (1956), E tu biondina... (1956) e Non sparate alla cicogna (1957), Sandra ottiene un successo straordinario e dimostra grande versatilità e spiccato senso dell'umorismo.
Inoltre, afferma una nuova immagine di soubrette che sia soprattutto attrice brillante e che ribalti le convenzioni del lusso e del fascino alla francese della prima donna. Nel 1955 appare ancora sul piccolo schermo nell'adattamento televisivo del musical No, no, Nanette!, al quale segue, sempre in televisione, la partecipazione al varietà Lui e lei (1956), con Nino Taranto e Delia Scala. Il cinema intanto la vede impegnata in numerosi ruoli comico-brillanti, in commedie tratte da spettacoli teatrali o televisivi di successo, quali Attanasio cavallo vanesio (1953), con Renato Rascel, Il campanile d'oro (1955), con Mario Riva e Motivo in maschera (1956).
Nel 1957 recita nel film Susanna tutta panna, con Marisa Allasio e Bice Valori e nello spettacolo teatrale Tè per due, con Ornella D'Arrigo. L'anno seguente porta la sua comicità nel programma radiofonico La trottola di Corrado, trasmissione che verrà poi ripresa dai due in televisione agli inizi degli anni sessanta.
Nel 1958 conosce Raimondo Vianello, il quale quattro anni dopo diventerà suo marito, nonché inseparabile compagno di vita e di lavoro; con Raimondo comincia subito a lavorare in teatro, in Sayonara Butterfly, parodia dell'opera di Puccini.

### Gli anni sessanta e settanta
(Sandra Mondaini)

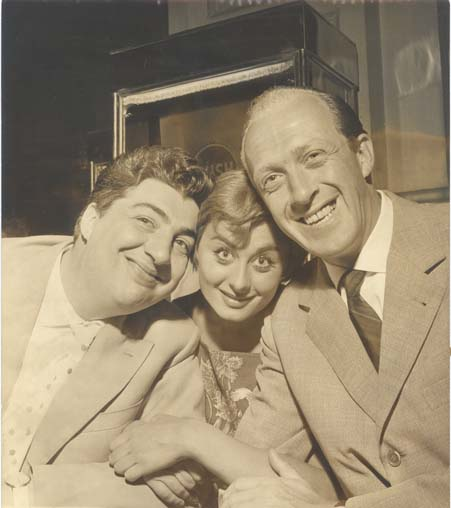
Sandra Mondaini tra Gino Bramieri, a sinistra, e il futuro marito Raimondo Vianello, in un'immagine del 1958

Nel 1960 per il cinema gira Le olimpiadi dei mariti, con Raimondo Vianello e Ugo Tognazzi, e Caccia al marito, raggiungendo una straordinaria notorietà; in teatro esordisce invece nella commedia musicale di Garinei e Giovannini Un mandarino per Teo, affiancando Walter Chiari, Ave Ninchi, Riccardo Billi e Carlo Delle Piane, ottenendo grande successo sia di critica sia di pubblico. Nella stessa stagione Vianello e Mondaini presentano una rivista molto tradizionale, Un juke box per Dracula, ricca di satira politica e sociale.
Per la televisione è fra gli interpreti dello sceneggiato televisivo Tom Jones, a fianco di Pino Colizzi. Da qui in avanti la Mondaini si dedica soprattutto alla televisione, nella quale ha peraltro cominciato a lavorare fin dal 1953, ovvero dall'immediata vigilia delle prime trasmissioni sperimentali.
Il primo grande successo televisivo arriva con la conduzione di Canzonissima 1961, in cui Paolo Poli e la Mondaini interpretano i "bambini terribili" Filiberto e Arabella in sketch indimenticabili. Sandra conquista con la sua professionalità e simpatia un posto di rilievo nei cuori degli italiani. Nello stesso anno gira, insieme a Raimondo, i film La ragazza sotto il lenzuolo, Le magnifiche 7, Bellezze sulla spiaggia, con Joe Sentieri, Valeria Fabrizi e Walter Chiari, e Scandali al mare.

Sandra Mondaini col marito Raimondo Vianello nel giorno del loro matrimonio; seduto di fronte, è riconoscibile Ugo Tognazzi

Nel 1962 viene chiamata a condurre nuovamente Canzonissima affiancata da Tino Buazzelli in sostituzione di Dario Fo e Franca Rame; nello stesso anno gira il film Il giorno più corto diretto dal regista Sergio Corbucci, incide con Walter Chiari e Lucio Flauto I dialoghi degli snob e recita nella commedia Il coraggio di Augusto Novelli, con Anna Campori, Sandro Merli e Aldo Fabrizi.
Nel 1963 l'umorista Marcello Marchesi, al suo esordio televisivo con Il signore di mezza età, sceglie Sandra Mondaini come interprete di Crudelia Delor, caricatura che si ispira al personaggio di Crudelia De Mon della disneyana Carica dei 101; con Lina Volonghi e Marcello Marchesi, ironizzavano sul piccolo schermo, sul boom economico, sui vizi degli italiani, e sull'età che avanzava. Per la regia di Marino Girolami recita nei film Siamo tutti pomicioni, La donna degli altri è sempre più bella e nel film in quattro episodi Le motorizzate. Sempre nel 1963 compare al fianco di Raimondo Vianello, che aveva sposato un anno prima, nel varietà Il giocondo, al quale faranno seguito numerose altre trasmissioni in cui li vediamo lavorare insieme. Nello stesso anno è nel cast della commedia televisiva L'uomo che sorride ovvero la Bisbetica domata in un altro modo, trasmessa sul Programma Nazionale.
Nel 1964 inizia a recitare i primi sketch matrimoniali con Corrado affiancandolo nella conduzione del programma televisivo La trottola (già condotto dai due alla radio nel decennio precedente), per il quale canta anche la sigla iniziale Come una trottola, scritta e firmata da Edoardo Vianello; è inoltre protagonista del film Cadavere per signora di Mario Mattoli e gira il film I maniaci per la regia di Lucio Fulci. Partecipa inoltre a Biblioteca di Studio Uno, nella rilettura dell'Odissea nel ruolo di Nausicaa e nel Il fornaretto di Venezia. A luglio dello stesso anno, accanto a Renzo Palmer, Enzo Garinei e Umberto D'Orsi, presenta Specialissimo, uno speciale scritto da Antonio Amurri in omaggio a sei grandi cantanti, tre stranieri e tre italiani.
Nel 1965 è protagonista di programmi televisivi come La trottola e Studio Uno, accanto a Mina e alle gemelle Kessler; inoltre recita nei film Questo pazzo, pazzo mondo della canzone e Spiaggia libera. Nello stesso anno è la protagonista dello spettacolo teatrale Crazy Show, passando dal teatro di rivista a un lavoro teatrale all'epoca innovativo.
Nel 1966 è attrice nei film Mi vedrai tornare e Veneri in collegio; recita inoltre al Teatro Orfeo di Taranto nello spettacolo Le minidonne, con Ave Ninchi e Antonella Steni e inoltre doppia Aïché Nana nel film thriller A... come assassino di Angelo Dorigo. Nello stesso anno affianca anche Renato Rascel, Antonella Steni e Alberto Lupo in Qua la mano, uno show televisivo sull'amicizia tra il serio e il faceto diretto da Fernanda Turvani. Lo stesso spettacolo viene ripreso l'anno seguente; a condurre questa volta, oltre alla Mondaini, è Raffaele Pisu, con la partecipazione di Carlo Dapporto e Oreste Lionello. Sempre nel 1967 partecipa alla conduzione della trasmissione Il tappabuchi, con Raimondo Vianello e Corrado presentando le candid camera di Nanni Loy con protagonista la bella Mariella Palmich; l'anno seguente è di nuovo in TV con il programma Su e giù in cui lavora ancora con il marito e Corrado.
Nel 1968 oltre a tornare in radio conducendo con Lina Volonghi e con la partecipazione di Walter Chiari il programma musicale Batto quattro, recita con Paolo Poli nella commedia TV Chi non prova non ci crede, diretta da Carlo Di Stefano.
Nel 1969 si cimenta per la prima e unica volta in un ruolo non comico prendendo parte allo sceneggiato televisivo poliziesco La donna di cuori per la regia di Leonardo Cortese in cui affianca Ubaldo Lay, Amedeo Nazzari ed Emma Danieli e nello stesso anno è più volte ospite del varietà Canzonissima, condotto in quell'edizione dal marito Raimondo e da Johnny Dorelli.
Nel 1970 Sandra è in teatro dove prende parte a un allestimento del Plauto insieme a Nino Taranto ed Enrica Bonaccorti.
Alla fine degli anni sessanta, diretta dal regista Vito Molinari, partecipa all'operetta La principessa della Czarda accanto a Elio Pandolfi, Agostino Lezza, Edda Vincenzi e Anna Campori.
Inoltre in questi anni è più volte impegnata nella conduzione del programma radiofonico Gran varietà alternandosi con Raffaella Carrà, Walter Chiari, Paolo Villaggio e Gino Bramieri; è anche interprete in coppia con Francesco Mulè della commedia Con assoluta gratitudine, scritta da Maurizio Costanzo.
Con Raimondo porta i simpatici battibecchi coniugali in versione radiofonica nella trasmissione Io e lei, mentre da sola presenta il programma radiofonico Kitsch, al fianco di Luciano Salce, al posto di Bice Valori e prima di Anna Mazzamauro. Sempre in radio è poi la volta di Monsieur le Professeur, con la regia di Raffaele Meloni, divertente modo di apprendere la lingua francese con Carlo Dapporto in veste di insegnante e la Mondaini stessa in quella di allieva.
Poi con Raimondo Vianello riscuote ancora grandissimo successo in televisione con numerosi spettacoli. Nel 1972 sono i protagonisti dello show Sai che ti dico?, assieme a Iva Zanicchi e alla soubrette Minnie Minoprio; inoltre Sandra torna in teatro con Pippo Baudo nella commedia musicale L'ora della fantasia (da cui Billy Wilder trasse Baciami, stupido). Il 1973 vede Sandra impegnata ancora in televisione in Ah l'amore!, assieme a Piero Parodi e Franca Valeri; il 30 dicembre 1973 partecipa allo spettacolo di fine anno 73... ma li dimostra, accanto al Quartetto Cetra, Valeria Fabrizi e Adriano Celentano. Nel 1974 la coppia Mondaini-Vianello torna in TV con lo spettacolo Tante scuse, seguito l'anno successivo da Di nuovo tante scuse dove Sandra incide anche la sigla del programma, basata sull'effetto di uno scioglilingua. Sandra dimostra ancora una volta di essere una brava attrice, presentatrice, cantante e ballerina. In entrambe le edizioni sono ospiti fissi i Ricchi e Poveri, che interpretano, tra l'altro, la sigla finale di trasmissione. Inoltre, sono spesso presenti i comici caratteristi Tonino Micheluzzi ed Enzo Liberti.

Sandra Mondaini con Minnie Minoprio e Iva Zanicchi nel 1972 durante il varietà Sai che ti dico?

Nel 1976 è di nuovo in teatro nella commedia di Garinei e Giovannini Assurdamente vostri, con l'attrice Anna Miserocchi; la commedia esordisce al Teatro Parioli di Roma il 6 febbraio 1976. Alla fine del 1976, Sandra e Raimondo lasciano da parte la televisione, per portare la loro comicità nel varietà radiofonico Più di così, che prende il posto di Gran varietà; si tratta di uno show con ospiti, sketch e canzoni, registrato con il pubblico in sala. Al fianco dei due artisti che presentano lo spettacolo, partecipano anche Ornella Vanoni, i Ricchi e Poveri e Alighiero Noschese.
Nel 1977 la coppia Mondaini-Vianello torna in televisione con lo spettacolo Noi... no! (il loro primo programma TV a colori) dove Sandra incide entrambe le sigle del programma: quella d'apertura Cerco un uomo, una sigla insolita rispetto alle altre cantate dalla Mondaini, con un testo sensuale e dalle sonorità disco-music; più tradizionale è quella di chiusura: la celebre Ma quant'è forte Tarzan, che ottiene un successo inaspettato.
L'anno seguente i coniugi Vianello sono i protagonisti del varietà abbinato alla Lotteria di Capodanno Io e la Befana con la partecipazione di Gigi Sammarchi e Andrea Roncato e trasmesso all'interno di Domenica in all'epoca condotta da Corrado. Sandra in questa occasione interpreta per la prima volta il clown Sbirulino, divenuto subito un beniamino del pubblico infantile, ispirandosi al clown Scaramacai, personaggio interpretato molti anni prima dalla soubrette Pinuccia Nava. Sempre nel 1978 Erminio Macario la vuole al suo fianco insieme a Marisa Del Frate, Rita Pavone e Tiziana Pini in Macario più, lo show televisivo del sabato sera realizzato per festeggiare i suoi cinquant'anni di carriera; le tre soubrette recitano accanto all'artista torinese nelle sue commedie e ripropongono le riviste di cui sono state protagoniste. Nello stesso anno, Sandra presenta uno spettacolo su Telemontecarlo dal titolo Stasera mi sento milionaria, la domenica pomeriggio su Raiuno è invece protagonista della serie Tre camere e cucina con Ave Ninchi e Tullio Solenghi e inoltre con Raimondo incide il singolo Argentina my love.

### Anni ottanta
Nella stagione 1979-1980 Sandra è nel cast della trasmissione Domenica in condotta da Pippo Baudo e nel 1980, dalla Bussola di Marina di Pietrasanta in Versilia, i coniugi Vianello presentano, insieme a Delia Scala, lo spettacolo Una rosa per la vita, uno dei primi esempi di iniziativa televisiva destinata a raccogliere fondi per la ricerca sul cancro; il gala, che vede la partecipazione di numerosi personaggi del mondo dello spettacolo, viene riproposto per altri due anni con la stessa formula e gli stessi presentatori.
Nel 1981 Sandra e Raimondo conducono, con la partecipazione di Heather Parisi, Gianni Agus ed Enzo Liberti, lo show del sabato sera Stasera niente di nuovo, ultimo loro spettacolo televisivo realizzato in Rai; inoltre Sandra incide la sigla finale della trasmissione Si chiama Zorro e canta e balla l'avan-sigla finale Occhi rosa per te con Heather Parisi. Sempre nello stesso anno il suo personaggio Sbirulino è il protagonista della sigla del programma Fantastico bis. L'anno seguente Sandra torna sul set con Gianni Agus e gira il film Sbirulino diretto da Flavio Mogherini che sarà l'ultimo lavoro di Sandra Mondaini per il grande schermo.
Per la trasmissione televisiva L'uovo mondo (1982), Sandra è la voce narrante del cartone animato dedicato al Risorgimento.
Sia da sola sia in coppia con Raimondo Vianello, la Mondaini è stata testimonial pubblicitaria di decine di prodotti negli sketch di Carosello. Tra i prodotti reclamizzati, la crema Venus Bertelli, il brandy Stock 84, i materassi Permaflex e la camomilla Montania.
Nel 1982, sempre insieme al marito, è tra i primissimi artisti di grande popolarità a lasciare la Rai per approdare sul neonato network televisivo privato della Fininvest, con lo show Attenti a noi due, in onda su Canale 5 in cui i due coniugi sono protagonisti con la partecipazione di Al Bano, Romina Power, i Ricchi e Poveri e la soubrette italo-francese Trixie Revelli, cui faranno seguito diversi altri spettacoli di intrattenimento insieme all'inseparabile Raimondo, tra cui ricordiamo Attenti a noi due 2 nel 1983 (fu poi annunciato anche un Attenti a noi due 3, che però non venne mai realizzato) e SandraRaimondo Show del 1987 con Cinzia Lenzi, Bonnie Bianco, Galyn Görg, Alessandra Martines, Steve La Chance, Sabrina Salerno e Tracy Spencer. Durante l'estate del 1983 conduce con Cesare Cadeo su Canale 5 il programma Five Album, nel quale vengono riproposti spezzoni dei programmi andati in onda durante la stagione 1982-1983 che vengono commentati con giornalisti e protagonisti in studio. Nella stagione 1987-1988 partecipa inoltre, nei panni di Sbirulino, alla trasmissione domenicale La giostra conducendo assieme a Enrica Bonaccorti lo spazio Ok Bimbi! (versione per bambini del famoso game-show Ok, il prezzo è giusto!) incidendo anche la sigla dal titolo Quanto costa sognare. Nel 1982 e nel 1984 è stata inoltre autrice e presentatrice della trasmissione TV per bambini Il circo di Sbirulino a cui partecipa anche Tonino Micheluzzi e dove Sandra è protagonista assoluta sempre con il suo Sbirulino.
Nel 1984 inizia a partecipare come ospite fissa alle puntate del lunedì e del sabato della seconda edizione del game show preserale di Canale 5 Zig zag condotto da Raimondo Vianello con la partecipazione di Enzo Liberti, diventandone co-conduttrice per la terza e ultima edizione, dal 1985 al 1986. 

Sandra Mondaini con Raimondo Vianello in Zig zag (1983-1986)

Dal 1988 al 1990 è ospite fissa su Canale 5 del quiz televisivo Il gioco dei 9, anch'esso condotto dal marito Raimondo. Nell'autunno degli anni 1989 e 1990 è nel cast del programma TV Sabato al circo in onda il sabato in prima serata su Canale 5: Sandra veste i panni del simpatico Sbirulino regalando momenti di spettacolo per tutta la famiglia.

### Anni novanta
A dieci anni dalla nascita della televisione commerciale, nel 1990 la coppia Vianello-Mondaini viene chiamata a condurre una puntata del varietà Buon compleanno Canale 5 con Heather Parisi, presenza fissa del programma; insieme a Mike Bongiorno, Corrado e Marco Columbro, l'11 gennaio 1991 tornano a presentare la puntata finale della trasmissione.
Dal 1991 al 1993, Sandra porta in scena per l'ultima volta il pagliaccio Sbirulino, affiancando Marco Columbro e Lorella Cuccarini nella conduzione di Buona Domenica, uno dei primi programmi in diretta della televisione commerciale italiana.
Dal 1988 al 2007 Sandra e Raimondo sono i protagonisti di Casa Vianello, la sitcom più famosa e longeva prodotta dalla televisione italiana: vengono infatti realizzate 16 stagioni per un totale di 338 episodi, mantenendo negli anni l'impianto classico del programma, che ne ha reso il grande e costante successo. Assieme alla coppia Mondaini-Vianello, vi era anche l'attrice Giorgia Trasselli nei panni della tata.
Tra il 1996 e il 1997 la serie si è trasferita in campagna, con cinque film per la TV intitolati Cascina Vianello, a cui partecipa anche Paola Barale, e altri cinque dal titolo I misteri di Cascina Vianello: in questi ultimi la coppia si cimenta in un'insolita attività di investigazione per scoprire gli autori di delitti o furti, ma sempre in chiave umoristica. In questi due anni è anche attrice nella fiction Caro maestro, con Marco Columbro ed Elena Sofia Ricci, interpretando il ruolo dell'eccentrica zia Ottilia; nel cast anche Franca Valeri, Stefania Sandrelli, Francesca Reggiani, Nicola Pistoia e Antonella Elia.
Nella primavera del 1995 Sandra e Raimondo partecipano anche a La grande avventura, programma condotto da Marco Columbro e Lorella Cuccarini su Canale 5, dove venivano celebrati i quindici anni di vita dell'allora Fininvest, attraverso i racconti dei volti più noti dell'azienda.
A metà degli anni novanta partecipa come doppiatrice d'eccezione alla famosa serie animata americana I Simpson nell'episodio La rivale di Lisa, dando la voce ad Allison Taylor (nella versione originale doppiata da Winona Ryder).
Nel febbraio 1998, in coppia con Fabrizio Frizzi, Sandra conduce dal palco dell'Ariston di Sanremo una puntata speciale di Domenica in, seguendo la serata finale del Festival presentato quell'anno da Raimondo Vianello. A giugno dello stesso anno conduce con Enrico Papi il programma Sapore d'estate.

### Anni duemila
Nel 2001 Sandra incide un CD di canzoni dedicate a Gorni Kramer, arrangiate dal maestro Giampiero Boneschi. Nel 2003 Sandra e Raimondo partecipano al programma La fabbrica del sorriso, il primo progetto televisivo promosso da Mediafriends Onlus, condotto da Gerry Scotti, Claudio Bisio, Alessia Marcuzzi e Michelle Hunziker; oltre ai comici di Zelig e ad altri personaggi dello spettacolo, anche loro hanno aderito all'iniziativa con questo evento di solidarietà a favore dell'infanzia disagiata.
Nel 2004, durante la stagione primaverile, prende parte come opinionista alla prima edizione del reality show La fattoria, in onda su Italia 1 e condotto da Daria Bignardi. Sempre nel 2004, durante la stagione estiva, è conduttrice, insieme al marito, del programma televisivo Sandra e Raimondo Supershow, che ripercorre in 13 puntate le tappe della carriera della coppia attraverso filmati di vecchi programmi Mediaset; tale programma risulterà essere l'ultimo condotto dalla coppia.
Nel 2007 Sandra viene scelta da Arturo Brachetti nel suo spettacolo teatrale L'uomo dai 1000 volti, come voce narrante della mamma del protagonista (interpretato da lui stesso). Nello stesso anno la casa discografica Rhino Records pubblica un cd dal titolo Le più belle canzoni di Sandra Mondaini, contenente le migliori sigle e canzoni da lei interpretate.

Anche a seguito di esperienze personali - sia Sandra sia Raimondo Vianello sono stati affetti dal cancro -, Sandra Mondaini è stata impegnata per anni in innumerevoli iniziative per la raccolta di fondi per la ricerca contro il cancro.

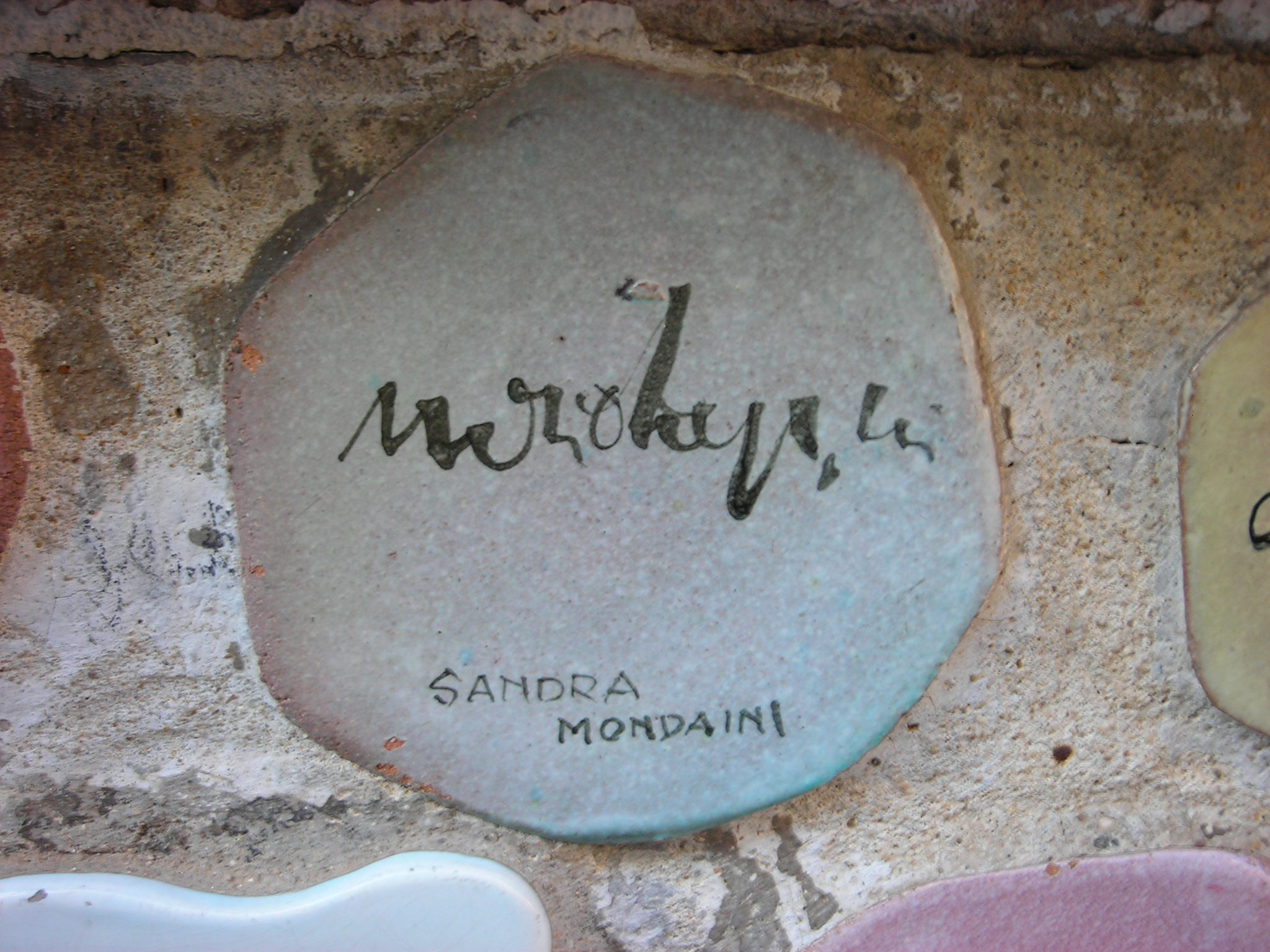
La piastrella del muretto di Alassio autografata da Sandra Mondaini

Nel giugno 2008 Sandra e Raimondo tornano per l'ultima volta sul set come protagonisti del film TV Crociera Vianello; nel cast sono presenti anche Tosca D'Aquino, Massimo Wertmüller, Fabio Fulco e Sabina Began. Il 10 dicembre 2008, durante la conferenza stampa che precede la messa in onda, annuncia profondamente commossa il ritiro dalle scene per la diagnosi di vasculite, in seguito alla quale utilizzerà una sedia a rotelle. Le apparizioni pubbliche si diradano: Sandra compare nello spot natalizio Mediaset del 2008 e, a gennaio 2009, come ospite d'onore della prima puntata del serale dell'ottava edizione del talent show Amici, condotto da Maria De Filippi, sua cara amica anche nella vita privata. Nel settembre 2009 partecipa ai funerali di Mike Bongiorno in sedia a rotelle e successivamente concede, assieme al marito, qualche intervista in ricordo del conduttore scomparso, che, oltre ad essere uno stimato collega, era anche un caro amico della coppia.
Ulteriormente provata dalla morte del marito Raimondo, avvenuta il 15 aprile 2010, la malattia si aggrava e Sandra subisce in seguito diversi ricoveri presso l'ospedale San Raffaele di Milano e la casa di cura San Rossore di Pisa; a luglio e ad agosto rilascia le ultime interviste telefoniche.
Sandra Mondaini muore il 21 settembre 2010 all'età di 79 anni, cinque mesi dopo la morte del marito, presso l'ospedale San Raffaele di Milano, dopo dieci giorni di ricovero per insufficienza respiratoria. La camera ardente viene allestita presso lo studio 4 di Mediaset a Cologno Monzese, lo stesso dove , per quasi venti anni i coniugi Vianello avevano registrato gli episodi della sitcom Casa Vianello. Il funerale si svolge il seguente 23 settembre presso la chiesa di Dio Padre a Milano 2 alla presenza della famiglia filippina che l'ha assistita e che Sandra ha amato come figli, designandola erede, e di molti personaggi dello spettacolo e della politica.
Successivamente, seguendo le sue volontà testamentarie, viene tumulata non a Roma al cimitero del Verano vicino al marito Raimondo, ma a Milano nel cimitero di Lambrate, accanto ai suoi genitori.

## Filmografia

### Attrice

#### Cinema
- Attanasio cavallo Vanesio, regia di Camillo Mastrocinque (1953)
- Ridere! Ridere! Ridere!, regia di Edoardo Anton (1954)
- Il campanile d'oro, regia di Giorgio Simonelli (1955)
- Motivo in maschera, regia di Stefano Canzio (1955)
- La via del successo con le donne (Io piaccio), regia di Giorgio Bianchi (1955)
- Susanna tutta panna, regia di Steno (1957)
- Le dritte, regia di Mario Amendola (1958)
- Noi siamo due evasi, regia di Giorgio Simonelli (1959)
- Caccia al marito, regia di Marino Girolami (1960)
- Le olimpiadi dei mariti, regia di Giorgio Bianchi (1960)
- Un mandarino per Teo, regia di Mario Mattoli (1960)
- Ferragosto in bikini, solo voce, regia di Marino Girolami (1960)
- La ragazza sotto il lenzuolo, regia di Marino Girolami (1961)
- Bellezze sulla spiaggia, regia di Marino Girolami (1961)
- Maciste contro Ercole nella valle dei guai, regia di Mario Mattoli (1961)
- Scandali al mare, regia di Marino Girolami (1961)
- Le magnifiche 7, regia di Marino Girolami (1961)
- Gli italiani e le donne, episodio "L'Auto-garçonniere", regia di Marino Girolami (1962)
- Il giorno più corto, non accreditata, regia di Sergio Corbucci (1963)
- La donna degli altri è sempre più bella, episodio "La natura vergine", regia di Marino Girolami (1963)
- Siamo tutti pomicioni, episodio "La piazzista", regia di Marino Girolami (1963)
- Le motorizzate, episodio "Un investimento sicuro", regia di Marino Girolami (1963)
- I maniaci, episodio "I consigli", regia di Lucio Fulci (1964)
- Cadavere per signora, regia di Mario Mattoli (1964)
- Questo pazzo, pazzo mondo della canzone, regia di Bruno Corbucci e Giovanni Grimaldi (1965)
- Veneri in collegio, regia di Marino Girolami (1965)
- Spiaggia libera, regia di Marino Girolami (1966)
- Mi vedrai tornare, regia di Ettore Maria Fizzarotti (1966)
- Sbirulino, regia di Flavio Mogherini (1982)

#### Televisione

Franca Tamantini, Enrico Viarisio e Sandra Mondaini in No, no, Nanette Rai TV 1955

- Sera d'inverno, commedia di Sigfrido Geyer, regia di Claudio Fino, trasmessa il 13 dicembre 1953.
- Lui e lei – serie TV (1956)
- Tom Jones – miniserie TV, 3 episodi, regia di Eros Macchi (1960)
- Biblioteca di Studio Uno – miniserie TV, 2 episodi, regia di Antonello Falqui (1964)
- La donna di cuori – miniserie TV, 5 episodi, regia di Leonardo Cortese (1969)
- Sì vendetta – miniserie TV, 1 episodio, regia di Mario Ferraro (1974)
- Casa Vianello – serie TV, 338 episodi (1988-2005; 2005-2007)
- Cascina Vianello – serie TV, 5 episodi (1996)
- Caro maestro – serie TV, 13 episodi (1996-1997)
- I misteri di Cascina Vianello – serie TV, 5 episodi (1997-1998)
- Crociera Vianello, regia di Maurizio Simonetti – film TV (2008)

### Doppiatrice
- Aïché Nana in A... come assassino
- Allison Taylor in I Simpson, originariamente doppiata da Winona Ryder, nell'episodio La rivale di Lisa

## Teatro
- Ghe pensi mi, regia di Marcello Marchesi (1949)
- Dove vai se il cavallo non ce l'hai?, regia di Giulio Scarnicci e Renzo Tarabusi (1951)
- Chi vuol esser lieto sia, regia di Giulio Scarnicci e Renzo Tarabusi (1951)
- Attanasio cavallo vanesio, regia di Garinei e Giovannini (1952)
- Crazy Show di Alessandro Fersen e Guido Stagnaro (1955)
- L'uomo si conquista la domenica, regia di Mario Amendola (1956)
- E tu biondina..., regia di Mario Amendola (1956)
- Non sparate alla cicogna, regia di Mario Amendola e Ruggero Maccari (1957)
- Sayonara Butterfly, regia di Marcello Marchesi (1958)
- Un juke-box per Dracula, regia di Marcello Marchesi (1959)
- Un mandarino per Teo, regia di Garinei e Giovannini (1960)
- Le minidonne, con Sandra Mondaini, Ave Ninchi e Antonella Steni (1966)
- La principessa della Czarda, regia di Vito Molinari (1967)
- Bertoldo Bertoldino e Cacasenna, regia di Marcello Baldi (1969)
- Plauto, tournée estiva con Nino Taranto ed Enrica Bonaccorti (1970)
- L'ora della fantasia di Anna Bonacci, regia di Davide Montemurri (1972)
- Con assoluta gratitudine di Maurizio Costanzo, con Francesco Mulè
- Assurdamente vostri, regia di Garinei e Giovannini (1976)
- L'uomo dai mille volti di Arturo Brachetti (voce) (2007)

## Programmi televisivi
- Settenote, regia di Alda Grimaldi (Programma Nazionale, 1954)
- Orchestra delle quindici, regia di Mario Landi (Programma Nazionale, 1954)
- Voci nella sera, regia di Alda Grimaldi (Programma Nazionale, 1954)
- Antologia del buon umore, regia di Alberto Gagliardelli e Mario Landi (Programma Nazionale, 1954)
- I cinque sensi sono sei, regia di Mario Landi (Programma Nazionale, 1954)
- Invito al sorriso, regia di Mario Landi (Programma Nazionale, 1954)
- Dietro la facciata, regia di Daniele D'Anza (Programma Nazionale, 1954)
- Mare, monti e fantasia, regia di Daniele D'Anza (Programma Nazionale, 1954)
- Attenti al fiasco, regia di Vito Molinari (Programma Nazionale, 1954)
- Album personale di Odoardo Spadaro, regia di Vito Molinari (Programma Nazionale, 1954)
- Il cassetto, regia di Mario Landi (Programma Nazionale, 1954)
- Passo d'addio, regia di Mario Landi (Programma Nazionale, 1954)
- Fortunatissimo, regia di Romolo Siena (Programma Nazionale, 1954-1955)
- Guarda chi si vede, regia di Vito Molinari (Programma Nazionale, 1955)
- Fuori programma, regia di Vito Molinari (Programma Nazionale, 1955)
- Lui e lei, regia di Vito Molinari (Programma Nazionale, 1956)
- La ragazza indiavolata, commedia musicale di Ralph Benatzky. regia di Silverio Blasi, trasmessa il 17 giugno 1958.
- Il gatto in cantina, commedia di Nando Vitali,regia di Eros Macchi, trasmessa il 2 giugno 1959.
- Canzonissima, regia di Eros Macchi (Programma Nazionale, 1961-1962, 1969)
- Arabella e la sorella, programma per i più piccini a cura di Sandra Mondaini, regia di Fernanda Turvani (giugno 1962)
- Il signore di mezza età, regia di Gianfranco Bettetini (Programma Nazionale, 1963)
- Il giocondo, regia di Gianfranco Bettetini (Programma Nazionale, 1963-1964), trasmessa il 2 giugno 1959.
- Specialissimo 1964, regia di Marcella Curti Gialdino (Programma Nazionale, 1964)
- Studio Uno, regia di Antonello Falqui (Programma Nazionale, 1965)
- La trottola, regia di Vito Molinari (Programma Nazionale, 1965-1966)
- Accadde nel 66, regia di Gianfranco Bettetini (Programma Nazionale, 1966)
- Qua la mano, regia di Fernanda Turvani (Programma Nazionale, 1966-1967)
- Il tappabuchi, regia di Vito Molinari (Programma Nazionale, 1967)
- Su e giù, regia di Eros Macchi (Secondo Programma, 1968)
- Gala per Johnny Dorelli, regia di Vito Molinari (Programma Nazionale, 1968)
- Qualcosa di più (Programma Nazionale, 1969)
- Sai che ti dico?, regia di Antonello Falqui (Programma Nazionale, 1972)
- Ah l'amore!, regia di Beppe Recchia (Programma Nazionale, 1973)
- 73, ma li dimostra, regia di Stefano De Stefani (Programma Nazionale, 1973)
- Rivediamoli insieme, regia di Lino Procacci e Piero Turchetti (Programma Nazionale, 1974)
- Tante scuse, regia di Romolo Siena (Programma Nazionale, 1974)
- (di nuovo) Tante scuse, regia di Romolo Siena (Programma Nazionale, 1975-1976)
- Tanto piacere, regia di Adriana Borgonovo (Programma Nazionale, 1975)
- A modo mio, regia di Giancarlo Nicotra (Rete 1, 1977)
- Noi... no!, regia di Romolo Siena (Rete 1, 1977-1978)
- Io e la Befana, regia di Romolo Siena (Rete 1, 1978-1979)
- Stasera mi sento milionaria (Telemontecarlo, 1978-1979)
- Macario più, regia di Vito Molinari (Rete 1, 1978)
- Tre camere e cucina, regia di Luigi Bonori (Rete 1, 1980-1981)
- Una rosa per la vita, regia di Luigi Bonori (Rete 1, 1980-1982)
- Domenica in, regia di Lino Procacci (Rete 1, 1981-1982; Rai 1, 1998)
- Stasera niente di nuovo, regia di Romolo Siena (Rete 1, 1981)
- Attenti a noi due, regia di Romolo Siena (Canale 5, 1982-1983)
- Il circo di Sbirulino, regia di Silvio Ferri (Canale 5, 1982-1983; Italia 1, 1984)
- Five Album (Canale 5, 1983)
- Zig Zag, regia di Laura Basile e Luigi Ciorciolini (Canale 5, 1984-1986)
- SandraRaimondo Show, regia di Mario Bianchi e Romolo Siena (Canale 5, 1987)
- Ok Bimbi!, regia di Laura Basile (Canale 5, 1987-1988)
- Il gioco dei 9, regia di Rinaldo Gaspari e Paolo Zenatello (Canale 5, 1988-1990) - ospite fissa
- Sabato al circo, regia di Cesare Gigli (Canale 5, 1989-1990)
- Buon compleanno Canale 5, regia di Stefano Vicario (Canale 5, 1990-1991)
- Buona Domenica, regia di Beppe Recchia (Canale 5, 1991-1993)
- Sapore d'estate (Canale 5, 1998)
- I tre tenori (Canale 5, 1998)
- Miss Italia (Rai 1, 2002) - presidente di giuria
- La fabbrica del sorriso, regia di Fabio Calvi (Canale 5, 2003)
- La fattoria (Italia 1, 2004) - opinionista
- Sandra e Raimondo Supershow, regia di Riccardo Recchia (Canale 5, 2004)

## Radio

### Radio Rai
- Occhio magico, varietà radiofonico presentato da Nino Taranto con la partecipazione di Sandra Mondaini (1953)
- La trottola, varietà radiofonico presentato da Corrado con la partecipazione di Sandra Mondaini (1963)
- Gran varietà, varietà radiofonico presentato da Raimondo Vianello e Sandra Mondaini, autori: Antonio Amurri, Dino Verde, Bruno Broccoli, Enrico Vaime; messa in onda: Radiodue domenica mattina dalle 9.30 alle 11.00, regia di Federico Sanguigni (1967-1971)
- Batto quattro, varietà musicale radiofonico presentato da Sandra Mondaini e Lina Volonghi con la partecipazione di Walter Chiari, autori: Italo Terzoli e Enrico Vaime; messa in onda: Radiodue sabato mattina dagli Studi di Milano, regia di Pino Giglioli (1968)
- Monsieur le Professeur, corso radiofonico semiserio in lingua francese con Carlo Dapporto e Sandra Mondaini, testi di Franco Torti, regia di Raffaele Meloni
- Questo sì, questo no, programma di varietà a cura di Maurizio Costanzo e Dino De Palma con Sandra Mondaini, Francesco Mulè, regia di Roberto Bertea (1970)
- Kitsch, varietà radiofonico presentato e diretto da Luciano Salce con Sergio Corbucci, Bice Valori, Sandra Mondaini e Anna Mazzamauro (1975)
- Io e lei, varietà radiofonico condotto in coppia con Raimondo Vianello nel 1976
- Più di così..., varietà radiofonico presentato da Raimondo Vianello e Sandra Mondaini con la partecipazione di Ornella Vanoni, i Ricchi e Poveri, Giusi Raspani Dandolo e Alighiero Noschese, autori: Dino Verde e Raimondo Vianello; messa in onda: Radiodue domenica mattina ore 9,35, 18 puntate (1976-1977)

## Discografia
Oltre che attrice e conduttrice televisiva e radiofonica, Sandra Mondaini ha avuto anche una discreta carriera musicale, anche se lei non si è mai considerata una cantante vera e propria: nonostante ciò, molti suoi 45 giri (che il più delle volte erano le sigle dei varietà televisivi che la vedevano protagonista) ebbero un certo successo. In alcune canzoni destinate ai bambini, la Mondaini cantava interpretando il personaggio di Sbirulino.

### 33 giri
- 1962 - I dialoghi degli snob (con Walter Chiari) (Television, TV-0001)
- 1967 - Arabella e Filiberto (con Elio Pandolfi) (Zeus, BE 0018)
- 1979 - Il Mondo di Sbirulino (CGD 20177)
- 1982 - Sbirulino - Colonna sonora originale del film (Cinevox, TI 8008)

### Raccolte
- 1981 - Sbirulino e Altre Storie (Record Bazaar – RB 320)
- 2007 - Le Più Belle Canzoni Di Sandra Mondaini (Rhino Records, 5051442-0868-2-9)

### 45 giri
- 1959 - Witch Doctor/Pity Pity (Phonocrom, TG 6018)
- 1960 - Les Papous/Souvernirs (Tiger, TG 003)
- 1960 - Pronto Sandra 701430/Socrate cha cha cha (Tiger, TG 004)
- 1960 - M'ha baciato/Svegliati amore (Tiger, TG 007)
- 1961 - M'ha baciato/Ornella (Music-Hall, 1008; con l'Orchestra G.P. Tomoli)
- 1961 - Lo stregone (Witch doctor)/Il tuo volto (Adriana Del Poggio) (Music-Hall, 1099, con l'orchestra T. Fornisano)
- 1965 - L'uomo si conquista la domenica (con Erminio Macario) (Fonit Cetra)
- 1965 - E tu biondina (Fonit Cetra)
- 1965 - Come una trottola/Gira rigira (Style, STMS-614)
- 1967 - L'albero di Natale/Filiberto presentatore (con Elio Pandolfi) (Zeus, BE-209)
- 1974 - Tiritiritera/Piggy il porcellino pulito (Derby, 2733)
- 1975 - Piru Piruli/Non mi dar le martellate (Derby, 3883)
- 1977 - Ma quant'è forte Tarzan/Cerco un uomo (CGD, 10039)
- 1978 - Argentina My Love/Argentina My Love (strumentale) (con Raimondo Vianello) (CGD, 10086)
- 1978 - Sbirulino/Rabarbaro rabarbaro (CGD, 10115)
- 1979 - Spingio/Sbirulino innamorato (CGD, 10167)
- 1979 - Pappa pappa, nanna nanna/Il nonno birichino (CGD, 10209)
- 1981 - Si chiama Zorro/Il quaderno (CGD, 10309) (pubblicato come Sandra Mondaini ma con in copertina Sbirulino)
- 1981 - Lo stellone/W Sbirulino (CGD, 10353)
- 1982 - Solo un sogno/Appuntamento senza amore (CGD, 10370)
- 1982 - Tagallo/Diritto-Rovescio (CGD, 10433)
- 1984 - Ci vuole un fiore - con Don Saverio (CGD, 10543)
- 1987 - Quanto costa sognare/Ciao Enrica (Five Record, 13184) (lato B eseguito dall'orchestra di Pippo Caruso)

## Pubblicità
Sia da sola sia in coppia con Raimondo Vianello (o anche con altri), la Mondaini è stata testimonial pubblicitaria di decine di prodotti negli sketch di Carosello. I prodotti reclamizzati:
- Crema per mani Leocrema, Vitapointe (1957) della Chlorodont; Talco Felce Azzurra della Paglieri con Erminio Macario; biscotti e fette Krek della Saiwa
- Talco e profumo Notte di Venezia della Linetti (1958, con Franco Giacobini)
- Crema Venus Bertelli (1958, con Diana Dei e Gisella Sofio)
- Gelatina Ideal della Rebaudengo (1962, con Raimondo Vianello)
- China Martini (1963, con Franco Volpi, Ernesto Calindri e Camillo Milli; 1964 e 1965, con Franco Volpi e Giuseppe Porelli)
- Brandy Stock 84 (1968, 1969, 1970, 1971, con Raimondo Vianello, Elio Crovetto e Fulvio Mingozzi; 1972, 1973, con Raimondo Vianello; 1974, 1975 con Raimondo Vianello e Ugo Tognazzi)
- Camomilla Montania (1960 e 1961, con Gianni Cajafa)
- Materassi Permaflex (1976, con Raimondo Vianello)
- Confetture Hero (1981)
- Caffè Paulista (1983 con Raimondo Vianello) della Lavazza

Inoltre per Mediaset:
- Standa offerte natalizie (1991, con Raimondo Vianello)
- Telepiù (1992, con Raimondo Vianello)
- Pasta fresca Fini (1994 con Raimondo Vianello e Giorgia Trasselli)
- Telepromozione Lineorella (1995 con Marco Columbro)
- Telepromozioni del Ministero della Salute per la trasmissione Sandra e Raimondo Supershow (2004, con Giovanni Battezzato)

## Riconoscimenti
Nel 1956 grazie al successo ottenuto nel teatro di rivista con Erminio Macario, viene proclamata diva dell'anno dal Passerella Club.
Il 7 dicembre 1991, giorno di Sant'Ambrogio, diventa insieme a Raimondo cittadina benemerita di Milano essendo stata insignita della Medaglia d'Oro del Comune.
L'8 marzo 1999 riceve dalla presidenza della Regione Lombardia il premio Rosa Camuna, un riconoscimento al suo ruolo di prestigio operato nel settore del lavoro, della creatività, dell'educazione e dell'impegno sociale.
Nel 2001 la coppia riceve il premio Campione, un riconoscimento al loro contributo nel migliorare il proprio ambiente professionale lanciando messaggi positivi per l'opinione pubblica.
Sotto l'Alto Patronato del presidente della Repubblica Carlo Azeglio Ciampi, con il Patrocinio del Ministero per i Beni e le Attività Culturali, del Comune e Provincia di Roma, della Città e Provincia di Torino e con la partecipazione della Regione Piemonte e Cinecittà Holding, il 2 dicembre 2002 al Teatro Politeama Brancaccio di Roma si è svolta la serata per la consegna del Premio Macario Speciale, istituito dall'Associazione Culturale Macario Celebrazioni. La giuria, nel corso della serata evento, ha consegnato il premio Macario Speciale 2002 a Sandra Mondaini e altri personaggi dello spettacolo che hanno lavorato e collaborato negli anni con il celebre artista torinese.
Sempre nel 2002 Sandra riceve a Pistoia il premio internazionale Giorgio La Pira da parte del Centro studi Donati, per ricordare e omaggiare fino ad allora tutta la sua carriera in campo cinematografico, televisivo e teatrale.
Il 9 settembre 2003, in occasione della Giornata Nazionale per la Ricerca sul Cancro svoltasi al Palazzo del Quirinale, il presidente della Repubblica Carlo Azeglio Ciampi consegna alla coppia Vianello il premio Credere nella Ricerca; entrambi sono infatti impegnati da molti anni come testimonial dell'AIRC.
Durante la cerimonia di consegna del premio Saint-Vincent per la Fiction, nel 2007 viene omaggiata insieme a Raimondo sul palco del palais di Saint-Vincent ricevendo il premio di Miglior attrice di sitcom per Casa Vianello.
Il 1º marzo 2008 nella serata finale del Festival di Sanremo la coppia riceve il premio alla Creatività della Società Italiana degli Autori ed Editori, un importante riconoscimento alla loro lunga carriera; a luglio dello stesso anno, il Roma Fiction Fest assegna alla coppia il premio RFF alla carriera.
Il 14 maggio 2010, visibilmente commossa e sofferente, ritira in lacrime il premio Isimbardi alla memoria del marito Raimondo Vianello, scomparso un mese prima. Si tratta della massima onorificenza attribuita dalla Provincia di Milano ai cittadini e alle associazioni che hanno dato lustro al territorio con la loro opera; a consegnare il riconoscimento a Sandra, il presidente della Provincia Guido Podestà. Applausi calorosi di grande affetto da parte del pubblico presente in sala e dalle autorità.
Subito dopo la morte dell'attrice, il 1º ottobre 2010 viene intitolato a Sbirulino l'asilo nido comunale di Milano Due, il quartiere di Segrate dove la Mondaini viveva da anni con il marito. La cerimonia di intitolazione si è tenuta nel giorno dell'esordio televisivo di Sbirulino alla trasmissione Io e la Befana, il 1º ottobre 1978, ed erano presenti la famiglia adottiva della coppia e le autorità.
Il 2 novembre 2010 i nomi di Sandra e Raimondo Vianello vengono iscritti al famedio del cimitero monumentale di Milano, nel corso di una cerimonia pubblica.
- Venere d'argento
- Garofano d'oro
- Premio Ondina d'Oro
- Maschera d'argento (1961)
- Premio Bagatto d'Oro (1969)
- Premio simpatia (1975)
- Telegatto per Zig zag, trasmissione dell'anno (1985)
- Telegatto speciale per 25 anni di carriera televisiva (1987)
- Telegatto per Casa Vianello, Miglior telefilm italiano (1991)
- Medaglia d'oro del comune di Milano (1991)
- Premio Regia Televisiva per Casa Vianello (1991)
- Premio Testimonial (1995)
- Telegatto alla carriera (1998)
- Telegatto per i 10 anni di Casa Vianello (1999)
- Premio Rosa Camuna (1999)
- Premio Regia Televisiva (Oscar TV) (2000)
- Premio Il Campione (2001)
- Premio Macario Speciale (2002)
- Premio Solidarietà (2002)
- Premio Internazionale Giorgio La Pira (2002)
- Telegatto per Casa Vianello, Miglior telefilm italiano (2002)
- Premio Credere nella Ricerca AIRC (2003)
- Telegatto per Casa Vianello, Miglior telefilm italiano (2004)
- Angelo dell'anno (2004)
- Premio Carlo Porta (2005)
- Premio Sant'Eufemia (2005)
- Premio speciale della Camera dei deputati (2007)
- Premio Saint-Vincent di "Miglior Attrice di sit-com" per Casa Vianello (2007)
- Premio Award alla salute, ospedale Macedonio Melloni, Milano (2008)
- Premio alla carriera della SIAE (2008)
- Premio RFF alla carriera Roma Fiction Fest (2008)
- Asilo nido di Milano Due dedicato al personaggio Sbirulino (2010)
- Doppia iscrizione nel famedio del cimitero monumentale di Milano per la coppia Vianello - Mondaini (2010)
- Galà dello Sport 2011 dedicato a Raimondo Vianello e Sandra Mondaini (2011)
- Via intitolata a Sandra Mondaini a Peschiera del Garda (Verona) (2013)
- Francobollo celebrativo a dieci anni dalla scomparsa, ritratta insieme a Raimondo Vianello (2020)[11]
- Giardino intitolato a Sandra Mondaini e Raimondo Vianello (Milano) (2021)